# Jacarelvis
Jacarelvis e Amigos, ou simplesmente Jacarelvis, é um projeto musical dedicado à primeira infância criado pelo Animar Estúdio, tendo Tiago Saad como diretor de animação e responsável pelo roteiro e André Pádua como um dos criadores do projeto. Além disso, ambos são também sócios do estúdio de animação.

## História
O Animar Estúdio foi responsável pela maioria das animações de outro grande sucesso infantil, a Galinha Pintadinha. Tempos depois iniciou seu próprio projeto, o Jacarelvis e Amigos. Toda a trilha sonora usada na animação é original. O portfólio da produtora, que está sediada em Campinas, reúne ainda títulos como Fofossauros, O Maravilhoso Mundo de WizKids, Viaja Clarinha, Dani e os Pequeninos, Os Flamiguinhos, Jeca & Muuu, Casinha de Cristal, e entre outros.
Jacarelvis é um jacaré antropomorfizado que canta e usa uma peruca ao estilo de Elvis Presley. Seu estilo musical passa por diversos gêneros, como rock, rockabilly, blues, reggae e pop. Além do Jacarelvis, a animação também é formada por outros personagens como a Abelhinha, o Mico-Tuco, o Hipopótamo, o Urso Polar, o Elefante, o Flamingo, a Borboleta, etc.
Segundo a produtora, o desenho tem o objetivo de transformar em "boas memórias" os momentos difíceis do relacionamento entre pais e filhos, como aprender a escovar os dentes, comer alimentos saudáveis, ter horário para dormir e manter a higiene, entre muitos outros.
O projeto Jacarelvis e Amigos teve inicio em 2014 com videoclipes postados na plataforma de compartilhamento de vídeos do Youtube. Usando uma linguagem educativa, Jacarelvis não somente obteve público com as crianças, como também com os pais. Em 2017, o projeto alcança expressiva audiência na internet, com mais de 68 milhões de visualizações, totalizando cerca de 500 mil visualizações por dia e 369 mil inscritos no canal do YouTube.
Diante do sucesso, o Animar Estúdio, em parceria com a Companhia de Teatro SIA Santa levou a proposta educativa e cultural para o teatro. As apresentações contam com uma banda ao vivo com 4 músicos (guitarra, bateria, baixo, teclados e vocais), além de muitos atores e bonecos confeccionados com diversos materiais. O espetáculo é composto por muita cenografia, figurinos, coreografias, músicas e cenas teatrais curtas.
Em Setembro de 2019 o desenho animado, que já era conhecido no YouTube, estreou no canal pago ZooMoo e também na TV Ra-Tim-Bum, e podem ser sintonizados na NET, Sky e ClaroTV.
No início do projeto, foram lançados CDs e DVDs em parceria com a Som Livre que realizou a distribuição física e ajudou na divulgação da marca Jacarelvis & Amigos.